# Klimov VK-107
O Klimov VK-107 foi um motor de avião V12 refrigerado a àgua usado pela união soviética durante a Segunda Guerra Mundial.

## Desenvolvimento
O VK-107 teve um novo design tendo pouco em comum com seus antecessores M-105 e VK-106. Para alcançar uma grande potência de saída, cada cilindro tinha quatro válvulas (duas entradas e duas saídas)e seu virabrequim e eixo de comando de válvulas foram completamente revisados e um novo design de  supercompressor(supercharger) foi implementado. Este motor poderia estar pronto para produção desde 1942, mas as fábricas soviéticas não tinham a capacidade para produzir um novo design. Assim, ao invés dele foram produzidos os menos potentes VK-105PF e VK-105PF2. Contudo a aparição do Messerschmitt Bf 109 da Luftwaffe em 1943 com motor Daimler-Benz DB 605 criado em carácter de urgência pela necessidade de um motor mais potente. O VK-107A foi colocado em produção em 1944 e foi usado nos caças Yak-9U. O motor não foi bem aceito pelos pilotos nem pelos mecânicos, ele tinha vida útil de apenas 25 horas e potência de emergência que quase nunca era usada por medo de reduzi-la ainda mais. O motor também era de difícil manutenção, em parte por que os coletores do escapamento eram dentro dos cilindros.

## Variantes
- VK-107A - versão de produção
- VK-107R - versão à pistão híbrido-Termojato que equipava os caças Mikoyan-Gurevich I-250 (N) e o Sukhoi Su-5
- VK-108 - tentativa de desenvolver o VK-107 com 1,380 kW (1,850 hp) na decolagem, usado em vários protótipos do Yakovlev Yak-3 mas não entraram em produção.

## Aplicações
- Mikoyan-Gurevich MiG-7
- Petlyakov Pe-2
- Yakovlev Yak-3
- Yakovlev Yak-9

## Motores Similares
- Allison V-1710
- Daimler-Benz DB 605
- Rolls-Royce Griffon
- Rolls-Royce Merlin